# Sergio Alejandro Díaz
Sergio Alejandro Díaz (Turón, Asturias, España, 9 de febrero de 1985) es un exfutbolista español. Jugaba como defensa, y su último equipo fue Real Avilés C. F. de la Segunda División B de España.

## Trayectoria
Se formó en las categorías inferiores del Real Oviedo. Estuvo en el Real Oviedo "B" en la temporada 2002/03 llegando a disputar 15 encuentros con el primer equipo esa misma temporada en Segunda División. En aquella temporada marcó 2 goles en Segunda División, contra el Xerez C. D. y el Elche C. F. Su debut en la división de plata del fútbol español se produjo el 2 de noviembre de 2002 en el estadio de Ipurúa contra la S. D. Eibar (2-1). Pese a la buena temporada que realizó siendo tan joven, el Real Oviedo descendió a Segunda División B. Tras esa temporada, varios equipos europeos se interesaron por sus servicios, entre ellos, el Manchester United F. C. y el Real Madrid C. F.
Así pues, en la temporada 2003/04 Sergio se convirtió en jugador del Real Madrid "B". Su primer año en el filial madridista estuvo marcado por el regreso al fútbol tras una grave lesión, por lo que le costó un tiempo afianzarse con un puesto en el once titular, algo que finalmente consiguió, realizando un gran tramo final de temporada. En esa temporada el filial blanco fue subcampeón del grupo II de Segunda División B y no ascendió tras caer en la promoción de ascenso.
En la temporada 2004/05 el filial del Real Madrid quedó campeón del grupo I de Segunda B y ascendió a Segunda tras una gran fase de ascenso en la que venció al Real Zaragoza "B" y al U. B. Conquense.
En la 2005/06 consiguió la permanencia en Segunda División con el Castilla, que terminó en la posición 11. En la 2006/07, Míchel González no contaba con él en un principio, pero tras el buen trabajo que realizaba Sergio en los entrenamientos, acabó por darle la titularidad (e incluso le pidió disculpas públicamente por no haberlo puesto antes). En esa temporada en que el Real Madrid Castilla descendió de nuevo a la Segunda División B, Sergio Alejandro disputó 426 minutos en 5 partidos y fue expulsado una vez; el jugador sufrió un esguince de menisco del que fue operado y que le apartó un tiempo de los terrenos de juego.
En la temporada 2007/08 en Segunda B fue el capitán del filial madridista tras convertirse en un veterano en la plantilla. Jugó 27 partidos, todos ellos como titular, y marcó un gol. El equipo quedó quinto a un punto del cuarto, por lo que no se logró el objetivo de jugar la fase de ascenso a Segunda División.
El 5 de junio de 2008 fue presentado como jugador del Hércules C. F., equipo donde coincidió con el entrenador Juan Carlos Mandiá con el que ya lo había hecho el año anterior en el Castilla. Su primera temporada se lesionó gravemente de la rodilla por lo que no pudo demostrar sus cualidades.
En la temporada 2009/10 consigue el ascenso con el equipo alicantino participando en 11 partidos que pese haber participado poco debido a una lesión muscular que le mantuvo varios meses fuera de los terrenos de juego, rindió a un gran nivel que le valió para que la directiva del Hércules le ofreciera la renovación por dos años, pero Sergio no la aceptó por diferecencias económicas. Finalmente, el asturiano se despidió del Hércules con una carta cariñosa hacia el club y la afición herculana.
El 18 de julio Sergio llega a un acuerdo con el Club Gimnàstic de Tarragona de Segunda División por tres temporadas. Su etapa en Tarragona duraría solo una temporada ya que el 29 de julio de 2011 rescinde su contrato y vuelve al Hércules por dos temporadas, hasta el 30 de junio de 2013. A continuación, firma en julio de 2013 con el Real Avilés C. F.. Por culpa de una lesión de rodilla, y molestias constantes, toma la decisión de colgar las botas el 2 de septiembre de 2013.
El 30 de mayo de 2015, se compromete con el equipo de su pueblo, el C.D. Turón, para comenzar su carrera como entrenador, con tan solo 30 años. El Turón milita en la Regional Preferente Asturiana.

### Como jugador
| Club                        | País   | Año       |
| --------------------------- | ------ | --------- |
| Real Oviedo "B"             | España | 2002-2003 |
| Real Madrid Castilla C. F.  | España | 2003-2008 |
| Hércules C. F.              | España | 2008-2010 |
| Club Gimnàstic de Tarragona | España | 2010-2011 |
| Hércules C. F.              | España | 2011-2013 |
| Real Avilés C. F.           | España | 2013      |

### Como entrenador
| Club       | País   | Año       |
| ---------- | ------ | --------- |
| C.D. Turón | España | 2015-2017 |

## Palmarés

### Campeonatos nacionales
| Título                       | Club                       | País   | Año       |
| ---------------------------- | -------------------------- | ------ | --------- |
| Segunda División B (Grupo I) | Real Madrid Castilla C. F. | España | 2004-2005 |